# Aline de Saint-Hubert
Aline Mayrisch de Saint-Hubert (Hollerich, Ciutat de Luxemburg, 22 d'agost de 1874 - Cabris, 20 de gener de 1947), amb el nom de soltera d'Aline de Sant-Hubert, fou una activista per als drets de la dona, filantropa, mecenes i escriptora luxemburguesa. Mayrisch va promoure la creació d'escoles per a noies, va establir moltes organitzacions no governamentals i va ser presidenta de la Creu Roja de Luxemburg.

## Família i formació
Saint-Hubert era filla de Xavier de Saint-Hubert i Marie Élisabeth Julie Mongenast, i germana de Jeanne de Saint-Hubert.
Va estudiar a l'escola secundària Sainte Sophie, i després a l'internat Sartorius de Bonn. No va poder cursar estudis superiors perquè aleshores a les dones els estava prohibit. Interessada en temes culturals, artístics i de mística, començà a escriure articles i reportatges per a diversos mitjans.
Es va casar amb l'industrial Émile Mayrisch, que fou el president del gegant de l'acer Arbed, el 15 de setembre de 1894. Van viure a Dudelange.

## Biografia
La primera de les moltes organitzacions que va establir va ser la Lliga per a la Defensa dels Interessos de la Dona (en francès, Association pour la Défense des Intérêts de la Femme) el 1905. Saint-Hubert va oferir el patrocini d'aquesta entitat a la Gran Duquessa Marie-Adelaide, però s'hi va negar, ja que l'organització s'havia establert lligada a la religió catòlica.
El propòsit principal de la Lliga fou crear l'establiment d'escoles públiques per a noies, i va cobrar impuls amb la creació de l'Associació per a la creació d'aquestes escoles. Aquesta campanya va aconseguir un gran èxit el 1911, quan la Cambra de Diputats va votar per unanimitat establir escoles de nenes amb fons públics a la Ciutat de Luxemburg i a Esch-sur-Alzette. Al mateix temps, Mayrisch va convèncer un grup d'altres prominents dames de Luxemburg per establir l'Association des Girl Guides Luxembourgeoises.
Era activa en el treball de les organitzacions de caritat com la Lliga luxemburguesa contra la Tuberculosi, i la Creu Roja luxemburguesa, així com la defensa de la professionalització del treball social.
Amb l'esclat de la Primera Guerra Mundial, Saint-Hubert va establir un hospital a prop de Dudelange, per ajudar militars dels dos bàndols. Després de la guerra, va tenir un paper clau en la creació de la Lliga de Luxemburg contra la Tuberculosi, de la qual va ser vicepresidenta. Ella i el seu marit Émile van ser els principals donants de la Lliga i dels altres projectes que va encapçalar. Ben aviat es va involucrar en la Creu Roja de Luxemburg, va ser nomenada membre del seu consell d'administració el 1926, i vicepresidenta després de la mort d'Émile el 1928, i el presidenta el 1933.
Ella i el seu marit es van mudar a Colpach el 1920, i després de la guerra van rebre molts intel·lectuals alemanys i francesos en el que es va conèixer com a Cercle de Colpach. Hi va passar gent com Paul Claudel, Jean Guéhenno, Jacques Rivière, Karl Jaspers, Bernard Groethuysen, André Gide, Jean Schlumberger, Ernst Robert Curtius, Annette Kolb i Richard Coudenhove-Kalergi. Van convertir la seva residència antiga de Dudelange en una llar per als nens, la Fondation Kreuzberg. Durant la Segona Guerra Mundial va viure a Cabris, al sud de França.
El Liceu Aline Mayrisch, obert el 2001 a la Ciutat de Luxemburg, porta el seu nom en homenatge.

## Art i literatura
Aline Mayrisch tenia un gran interès en les arts i la literatura, i es va veure a si mateixa com una mediadora entre els mons culturals alemanys i francesos. A partir de 1898, va publicar articles sobre pintors alemanys i crítiques literàries, entre d'altres a L'immoraliste, d'André Gide, i al diari belga i avantguardista L'Art moderne. Va mantenir amistats i correspondències amb nombrosos escriptors i intel·lectuals, com André Gide, Jean Schlumberger, Jacques Rivière, Henri Michaux, Marie i Théo van Rysselberghe, Marie Delcourt, Alexis Curvers, Annette Kolb, Gertrude Eysoldt, Ernst Robert Curtius i Bernhard Groethuysen.
El 1914, va acompanyar André Gide i Henri Ghéon a Turquia i el 1927 va viatjar a la Gironda i el Llemosí amb Ernst Robert Curtius. Al castell de Colpach va organitzar trobades francogermàniques en les quals André Gide es podia reunir amb Walter Rathenau i Ernst Robert Curtius. Aline Mayrisch també va introduir André Gide als textos de Rainer Maria Rilke i en la publicació d'un article sobre Rilke a La Nouvelle Revue Française, va ajudar a trobar un públic francès per a l'escriptor alemany. Va ser en aquesta mateixa opinió que va publicar articles sobre la situació intel·lectual a Alemanya després de la Primera Guerra Mundial, així com el seu relat autobiogràfic de viatges Paysages de la trentième année, text que a partir dels paisatges de l'illa de Còrsega i Islàndia, evoca l'enfrontament amb el buit, l'absurd i el no-res.
La seva novel·la inconclusa Andrée Reimenkampf no s'ha conservat per a la posteritat. En col·laboració amb Marie Delcourt i Bernhard Groethuysen, Aline Mayrisch també va traduir els sermons del místic medieval Meister Eckhart, El nen que s'acusa a si mateix (Ein Kind klagt sich an) de Jean Schlumberger i Le mythe de Sisiphe. Essai sur l'absurde, d'Albert Camus. A la dècada de 1930, Aline Mayrisch va recolzar financerament la publicació a l'exili del diari Mass und Wert, de Thomas Mann. Les obres següents li van ser dedicades: Das literarische Frankreich von heute, de Frantz Clément, Les Cahiers de la Petite Dame, de Marie van Rysselberghe, i  La vie d'Euripide, de Marie Delcourt.

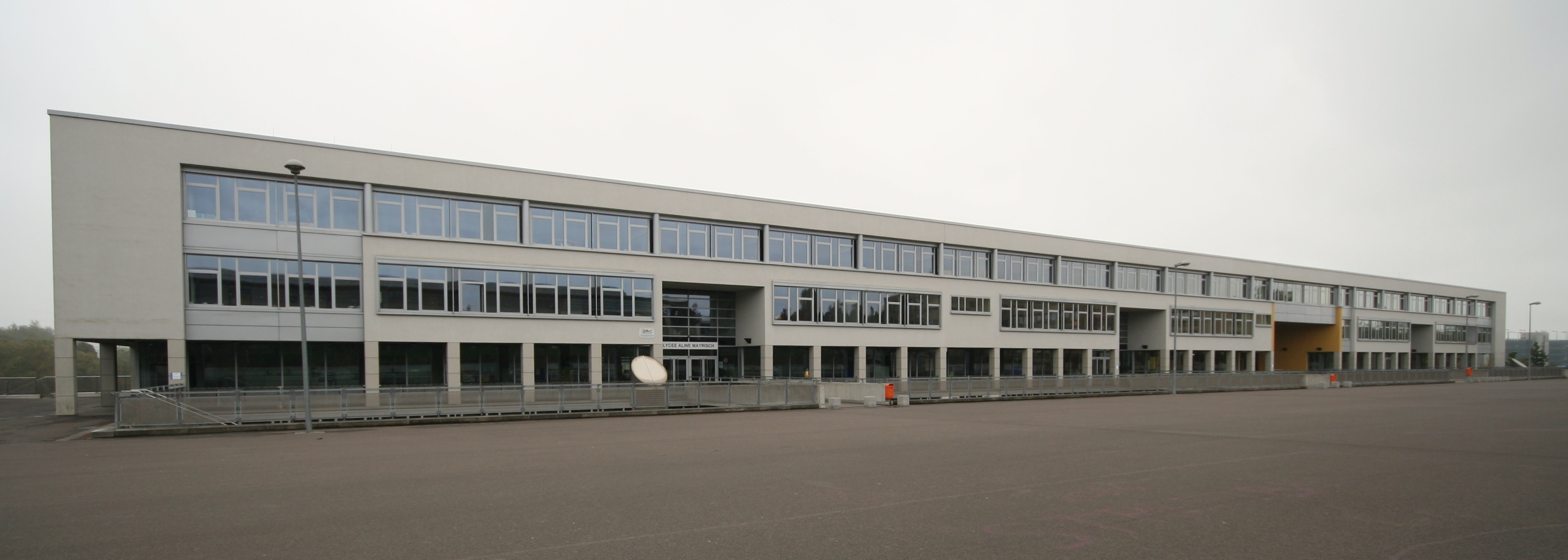
Liceu Aline Mayrisch

## Reconeixements
Un institut de la ciutat de Luxemburg, el Liceu Aline Mayrisch, una variant de roser, diversos carrers i places recorden la seva obra i porten el seu nom.